# Heodes romanorum
Heodes romanorum är en fjärilsart som beskrevs av Hans Fruhstorfer 1909. Heodes romanorum ingår i släktet Heodes och familjen juvelvingar. Inga underarter finns listade i Catalogue of Life.